# Lockstedt
Lockstedt (niederdeutsch: Locksteed) ist eine Gemeinde im Kreis Steinburg in Schleswig-Holstein. Das Gut Springhoe gehört zur Gemeinde.

## Geografie und Verkehr
Lockstedt liegt 5 km nordöstlich von Hohenlockstedt und 7 km nördlich von Kellinghusen. Etwa 6 km südlich von Lockstedt verläuft die Bundesstraße 206 von Itzehoe nach Bad Bramstedt. Der Mühlenteich, durch den die Mühlenbarbeker Au fließt, liegt im Gemeindegebiet.

## Geschichte
Im Bereich der Gemeinde und im angrenzenden Schierenwald gibt es Hünengräber.
- Im Jahre 1210 fand eine holsteinische Landesversammlung in der Gemeinde statt, dies war auch die erste urkundliche Erwähnung des Namens der Gemeinde, damals noch Locstide was wohl Lichtung im Walde mit festem Untergrund bedeutet.
- Im Jahre 1388 wurden die Rechte für die Steuern von Marquardt von Campen an das Kloster Itzehoe verkauft.
- Im Jahre 1647 verwendete Wallenstein das Dorf als Standquartier bei der Belagerung Breitenburgs.
- Ab 1870 errichtete das preußische Kriegsministerium hier den Schieß- und Übungsplatz des IX. Armee-Korps, das Lockstedter Lager.

Die chemisch-pharmazeutische Fabrik G. Pohl-Boskamp, die heute ihren Sitz in Hohenlockstedt hat, hatte in Lockstedt ein Lager. Das 1835 gegründete, ursprünglich in Danzig und Marienburg ansässige Unternehmen wurde bekannt als Hersteller von als Gelodurat-Kapseln einnehmbaren Präparaten wie Nitrolingual oder Gelacillin.

## Politik

### Gemeindevertretung
Bei der Kommunalwahl am 14. Mai 2023 wurden insgesamt sieben Sitze vergeben. Von diesen erhielt die Aktive Bürgerliste Lockstedt vier Sitze und die Kommunale Wählervereinigung Lockstedt erhielt drei Sitze.

### Wappen
Blasonierung: „Von Gold und Grün durch zwei in verwechselten Farben abgeflachte abgewinkelte gefüllte Gegensparren geteilt, darin einen unten grünen, oben silbernen Bärlauch in Blüte.“